# HMS Liverpool (D92)
El HMS Liverpool (D92) fue un destructor Tipo 42 construido para la Marina Real británica.

## Construcción y características

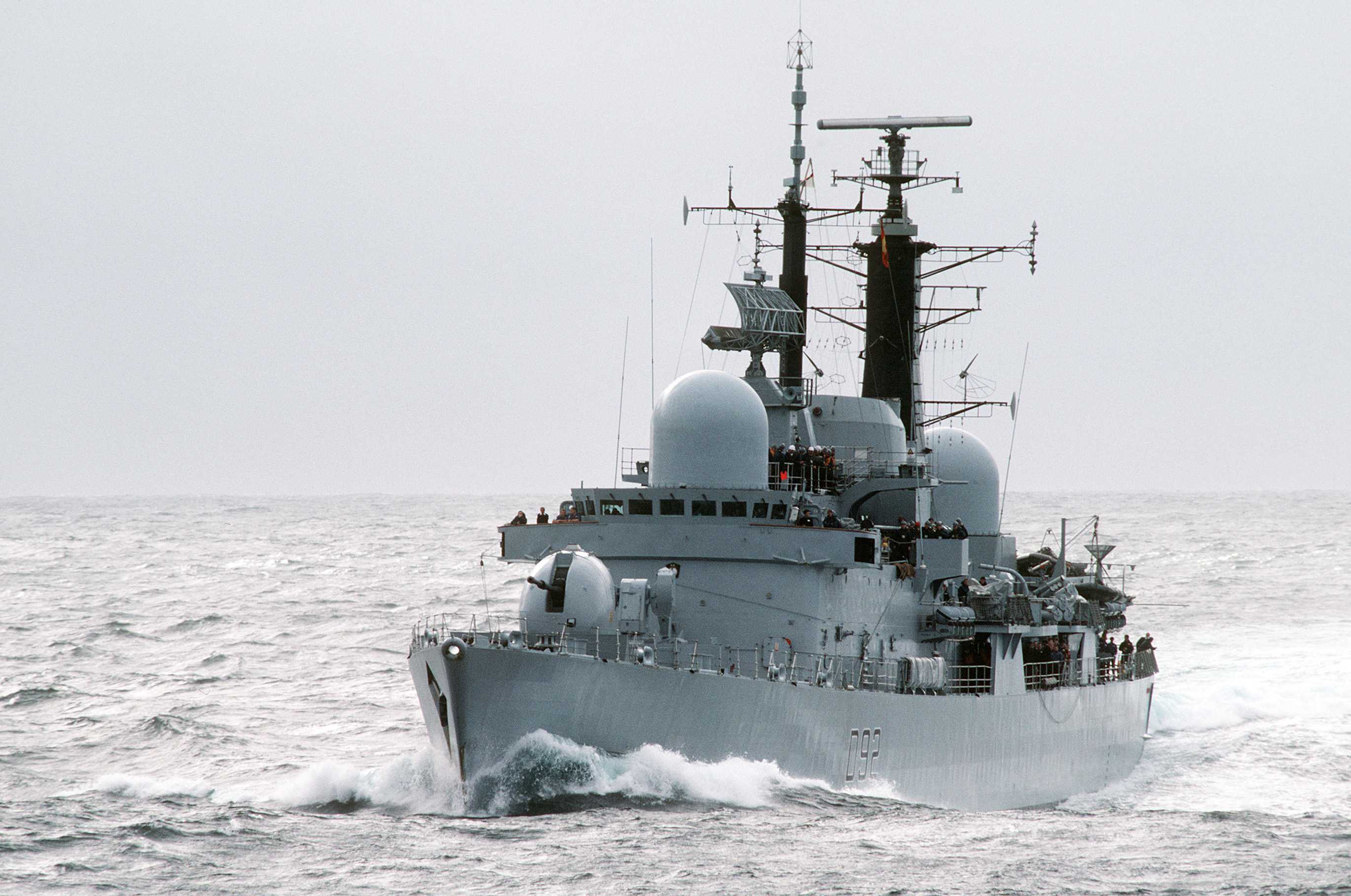
HMS Liverpool (D 92) durante las maniobras OTAN Northern Wedding 86

La octava unidad de la serie Tipo 42 se construyó en los astilleros de Cammell Llaird & Co. Ltd., en la ciudad de Birkenhead, Inglaterra. Su quilla se puso el 5 de julio de 1978. Fue botado el 25 de septiembre de 1980. Y entró en servicio el 9 de julio de 1982, como HMS Liverpool.
Su desplazamiento total era de 4350 t. Tenía una eslora total de 125 m, una manga de 14 m y un calado total de 5,8 m.
Contaba con un sistema de propulsión COGOG, compuesto por dos turbinas de gas Rolls-Royce Olympus (56 000 shp) para altas velocidades; y dos turbinas Rolls-Royce Tyne (8500 shp) para velocidades crucero.
El principal arma del Liverpool, como todo Tipo 42, era el sistema de misiles antiaéreos GWS 30 Sea Dart. El proyecto tenía un alcance de 40 millas náuticas (74,1 km). Esto era complementado por un cañón de calibre 115 mm, dos cañones de 20 mm y seis tubos lanzatorpedos dispuestos en dos conjuntos triples.

## Servicio
Uno de sus primeros despliegues fue hacia el Atlántico Sur en noviembre de 1982, cinco meses tras el fin de la guerra de las Malvinas.
En 1997, apoyó las evacuaciones tras la erupción volcánica en la isla caribeña de Montserrat.
En 2003, participó de la Operación Telic, en apoyo a la invasión de Irak de ese año.
El buque fue retirado definitivamente del servicio en 2012.